# Padres (serie de televisión)
Padres era una serie de comedia, producida por Zebra Producciones que se emitía en el access prime time de la cadena Antena 3. Mediante sketches humorísticos se mostraba la vida de dos familias; los Mellizo y los Nieto. A través de ellas y de las diversas situaciones que vivían, los espectadores se podían ver plenamente identificados ya que todas las tramas eran universales y cualquiera se podía ver reflejado en ellas. La serie nace de su homónima canadiense, Les Parent, que se emitió con gran éxito de audiencia el pasado año en Canadá y que hace un retrato, en clave de humor, de la familia de hoy día.

## Personajes

### Los Mellizo
- Cristina de Inza como Natalia Mellizo.
- José Ramón Iglesias como Luis Mellizo.
- Ignacio Jiménez como Álex Mellizo.
- Jaime Furci como Daniel Mellizo.
- Guillermo Estrella como Guille Mellizo.

### Los Nieto
- Lola Marceli como Silvia Nieto.
- José Barón como Alberto Nieto.
- Roser Tapias como Elena Nieto.
- Alexandra Petrarrota como Marta Nieto.

## Audiencias
La serie se estrenó el domingo 8 de noviembre de 2009 a las 21h45, llevando cosechados irregulares índices de audiencia, por lo tanto, tras tres meses de emisión, el 11 de febrero de 2010 fue retirada.
| Temporada | Temporada | Episodios | Estreno                | Final                 | Audiencia media | Audiencia media | Audiencia media |
| Temporada | Temporada | Episodios | Estreno                | Final                 | Espectadores    | Cuota           |                 |
| --------- | --------- | --------- | ---------------------- | --------------------- | --------------- | --------------- | --------------- |
|           | 1         | 40        | 8 de noviembre de 2009 | 11 de febrero de 2010 | 1 928 000       | 9,6%            |                 |

| Programas emitidos. (Evolución semanal) | Programas emitidos. (Evolución semanal) | Programas emitidos. (Evolución semanal) | Programas emitidos. (Evolución semanal) |
| Capítulo                                | Fecha                                   | Espectadores                            | Share                                   |
| --------------------------------------- | --------------------------------------- | --------------------------------------- | --------------------------------------- |
| 01                                      | 8 de noviembre de 2009                  | 2.603.000                               | 13,5%                                   |
| 02                                      | 9 de noviembre de 2009                  | 2.013.000                               | 9,7%                                    |
| 03                                      | 10 de noviembre de 2009                 | 2.079.000                               | 10,3%                                   |
| 04                                      | 11 de noviembre de 2009                 | 2.454.000                               | 12,3%                                   |
| 05                                      | 15 de noviembre de 2009                 | 1.998.000                               | 10,1%                                   |
| 06                                      | 16 de noviembre de 2009                 | 2.115.000                               | 10,4%                                   |
| 07                                      | 17 de noviembre de 2009                 | 2.793.000                               | 13,8%                                   |
| 08                                      | 18 de noviembre de 2009                 | 1.948.000                               | 9,6%                                    |
| 09                                      | 22 de noviembre de 2009                 | 2.081.000                               | 10,5%                                   |
| 10                                      | 23 de noviembre de 2009                 | 1.995.000                               | 9,8%                                    |
| 11                                      | 24 de noviembre de 2009                 | 2.011.000                               | 9,5%                                    |
| 12                                      | 25 de noviembre de 2009                 | 1.734.000                               | 8,6%                                    |
| 13                                      | 29 de noviembre de 2009                 | 2.327.000                               | 11,6%                                   |
| 14                                      | 30 de noviembre de 2009                 | 2.075.000                               | 10,2%                                   |
| 15                                      | 1 de diciembre de 2009                  | 2.457.000                               | 12,4%                                   |
| 16                                      | 2 de diciembre de 2009                  | 2.093.000                               | 10,8%                                   |
| 17                                      | 6 de diciembre de 2009                  | 1.917.000                               | 11,5%                                   |
| 18                                      | 7 de diciembre de 2009                  | 1.660.000                               | 9,6%                                    |
| 19                                      | 8 de diciembre de 2009                  | 1.378.000                               | 6,4%                                    |
| 20                                      | 9 de diciembre de 2009                  | 2.021.000                               | 9,8%                                    |
| 21                                      | 13 de diciembre de 2009                 | 1.903.000                               | 9,3%                                    |
| 22                                      | 14 de diciembre de 2009                 | 2.179.000                               | 10,3%                                   |
| 23                                      | 15 de diciembre de 2009                 | 2.055.000                               | 10,2%                                   |
| 24                                      | 16 de diciembre de 2009                 | 2.294.000                               | 11,6%                                   |
| 25                                      | 10 de enero de 2010                     | 1.405.000                               | 6,7%                                    |
| 26                                      | 11 de enero de 2010                     | 1.817.000                               | 8,7%                                    |
| 27                                      | 12 de enero de 2010                     | 1.529.000                               | 7,6%                                    |
| 28                                      | 13 de enero de 2010                     | 1.207.000                               | 6,0%                                    |
| 29                                      | 18 de enero de 2010                     | 1.963.000                               | 9,4%                                    |
| 30                                      | 19 de enero de 2010                     | 1.718.000                               | 8,6%                                    |
| 31                                      | 20 de enero de 2010                     | 1.727.000                               | 8,5%                                    |
| 32                                      | 25 de enero de 2010                     | 1.880.000                               | 9,1%                                    |
| 33                                      | 26 de enero de 2010                     | 2.009.000                               | 9,8%                                    |
| 34                                      | 27 de enero de 2010                     | 1.519.000                               | 7,3%                                    |
| 35                                      | 1 de febrero de 2010                    | 2.071.000                               | 10,1%                                   |
| 36                                      | 2 de febrero de 2010                    | 1.977.000                               | 9,9%                                    |
| 37                                      | 3 de febrero de 2010                    | 1.723.000                               | 8,6%                                    |
| 38                                      | 4 de febrero de 2010                    | 1.405.000                               | 6,8%                                    |
| 39                                      | 8 de febrero de 2010                    | 2.079.000                               | 10,1%                                   |
| 40                                      | 11 de febrero de 2010                   | 895.000                                 | 4,4%                                    |